# Comté de Pickett
Le comté de Pickett est un comté de l'État du Tennessee, aux États-Unis, fondé en 1879.